# Duglas
Duglas (Pseudotsuga menziesii <Mirb.> Franco), Duglas verde sau  pinul de Oregon este un arbore din genul Pseudotsuga aparținând familiei Pinaceae, nativă vestului Americii de Nord.
Este un arbore veșnic verde puternic, atingând o înalțime de 100 m, cu o grosime a trunchiului de 4 m. Formează păduri uriașe de-a lungul coastei Pacificului, din Columbia Britanică până în California, Montana, Colorado, Texas și New Mexico.

## Galerie

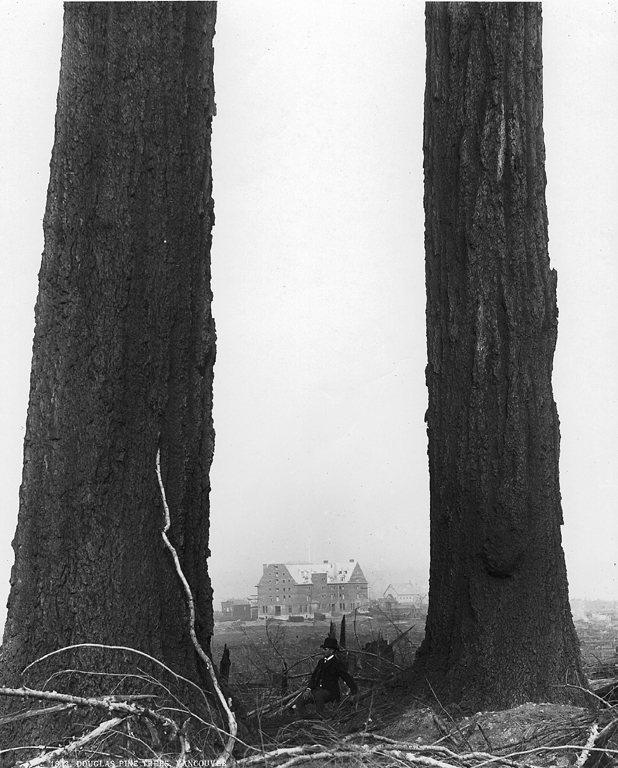
Columbia Britanică, 1887
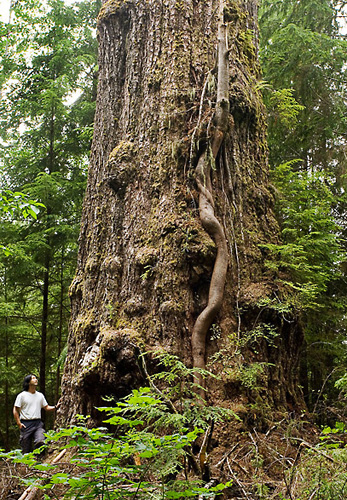
Cel mai mare brad Douglas
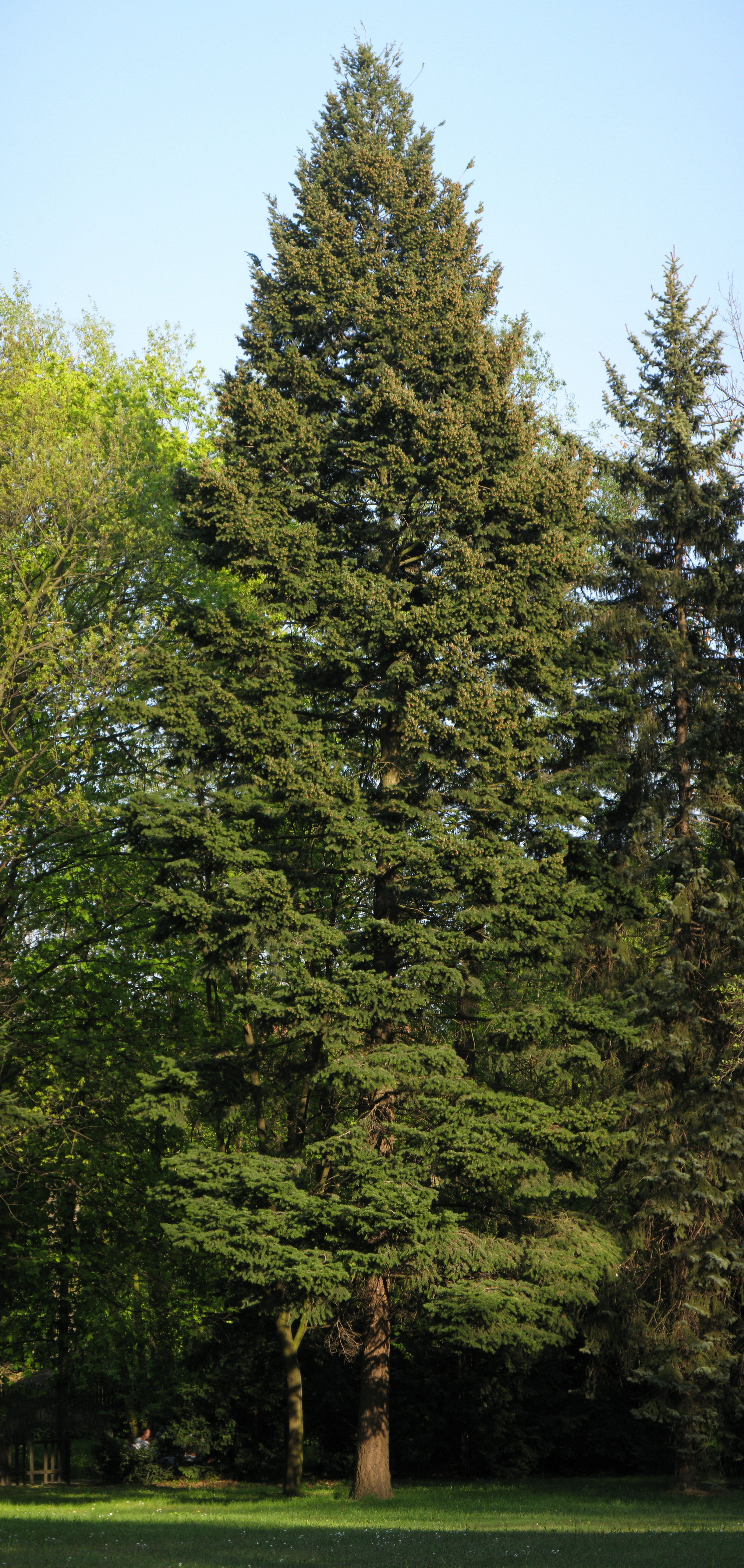
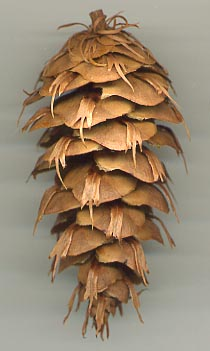
Con